# 王士瑾
王士瑾，山东郓城人，是一名清朝政治人物。举人出身。
王士瑾曾于1734年接替沈维垣任娄县知县一职，1738年由施士箴接任。